# 贝尔505
贝尔505（英語：Bell 505 Jet Ranger X）是由贝尔直升机德事隆研發、生产的轻型直升机。贝尔505在2013年6月舉辦的巴黎国际航空航天展上首次亮相，2014年11月11日首飛。该直升机于2016年12月获得加拿大交通部的认证。 

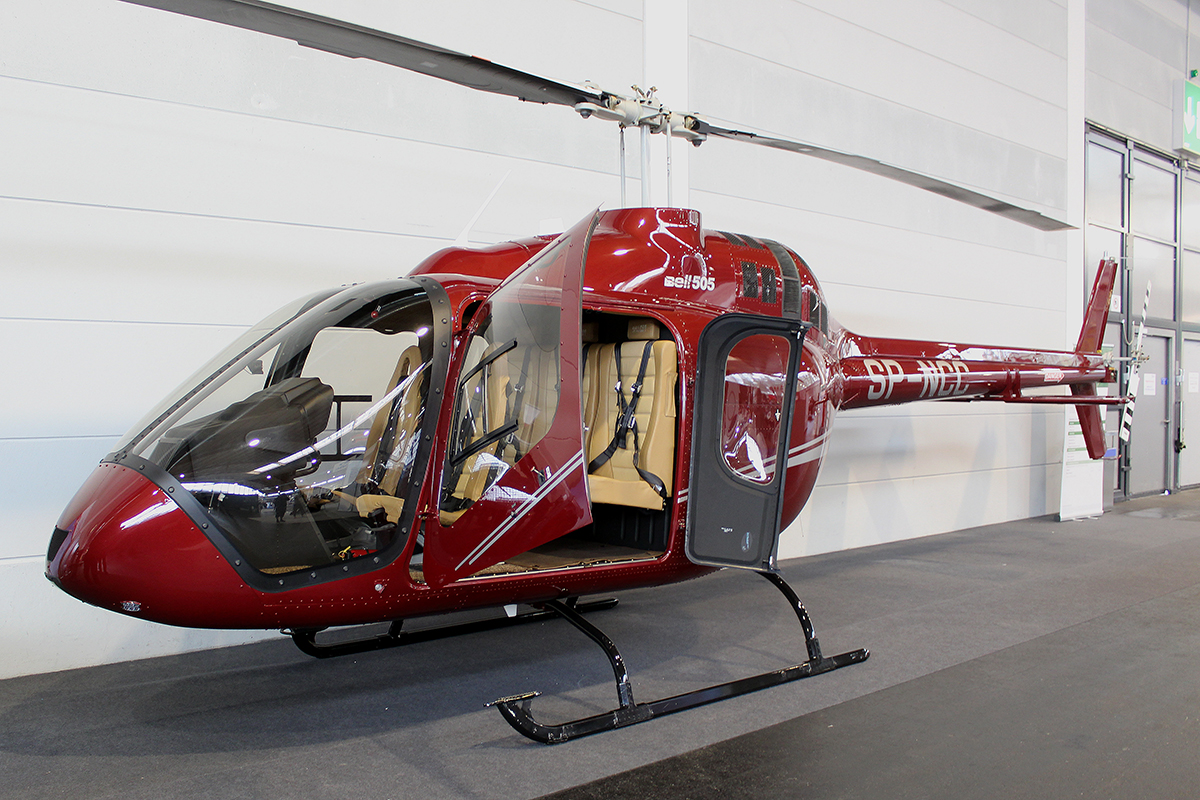
贝尔505

## 事故
- 2019年2月27日，一架隶属日本海上保安厅的编号JA184A的贝尔505直升机在仙台机场降落时损坏，无人伤亡。[5]
- 2019年3月3日，一架私人贝尔505直升机在肯尼亚中央岛国家公园起飞时坠毁，机上5人遇难。
- 2022年7月6日，一架由北京华彬天星通航所属的贝尔505直升机在北京房山区十渡附近坠毁，机上两名飞行员遇难。